# Statična divizija
Statična divizija je pehotna divizija, ki nima nobenih transportnih zmnožnosti, tudi za artilerijo.
Divizija se lahko premika le s hitrostjo pešca. To ni namensko ustanovljena divizija, ampak je po navadi divizija, sestavljena iz ostankov različnih uničenih formacij, ki še čaka na dodelitev transportnih sredstev.